# Swift Water Rescue Team Toscana
L’Associazione di Volontariato di Protezione Civile, Soccorso Alluvionale Swift Water Rescue Team Toscana (in acronimo SWRTT), è una OdV con Sede legale/operativa a Pisa con sezioni distaccate nel Comune di Vecchiano (PI) e Firenze.
Fondata nel 2011, è specializzata nel soccorso alluvionale, operando su tre fronti: prevenzione, formazione e soccorso in emergenza.
È un’Associazione iscritta all’Albo Regionale delle Organizzazioni di Volontariato con determina N. 2310 del 23/05/2012 e inserita nell’Elenco Regionale delle Organizzazioni di Volontariato di Protezione Civile con decreto N. 2530 del 08/06/2012, nell’Elenco Centrale del Dipartimento Nazionale di Protezione Civile con prot. 63421 del 13/09/2012 e nel Coordinamento Provinciale delle Organizzazioni di Volontariato della Protezione Civile di Pisa con prot. 0278082/01-17-00 del 17/10/2012.
Dal Gennaio 2019 la SWRTT è ufficialmente inserita nell'Elenco Centrale delle organizzazioni di volontariato di protezione civile del Dipartimento della Protezione Civile della Presidenza del Consiglio dei Ministri per interventi ed attività di rilievo nazionale. 
Volontari e volontarie seguono un percorso formativo interno che inizia con le conoscenze di base del volontariato e della Protezione Civile e segue poi diversi percorsi, tra cui quello per diventare Operatore in Ambiente Alluvionale (OAA), fatto di formazione teorica e sul campo per operare in sicurezza conoscendo rischi e caratteristiche specifici dei contesti alluvionali.

## Storia
La SWRTT rappresenta dal 12 ottobre del 2011 la prima Associazione Onlus di Volontariato della Protezione Civile specializzata nella Formazione e nel Soccorso Alluvionale.
L’idea di creare un’Associazione di Volontariato specializzata nel soccorso alluvionale trova origine dall’idea di un gruppo di amici (già impegnati come operatori di Protezione Civile o come Vigili del Fuoco volontari) subito dopo l’esondazione del fiume Serchio (PI), che nel Natale del 2009, poi ancora nel gennaio del 2010, colpì duramente il territorio pisano e lucchese.
L’improvvisa rottura dell’argine evidenziò fin da subito un assetto idrogeologico fragile e, soprattutto, l’assenza di un nucleo di volontariato specificatamente formato e attrezzato per fronteggiare questo tipo di emergenza.
Questa mancanza fu successivamente confermata da altri eventi emergenziali: Costiera Amalfitana e Provincia di Salerno – settembre 2010; Genova e Riviera di Ponente - ottobre 2010; Veneto - novembre 2010; parte delle Marche e Romagna - marzo 2011; Provincia di Parma - giugno 2011; Genova – ottobre 2011.
Il 12 ottobre del 2011 venne così istituita la “Swift Water Rescue Team Toscana” familiarmente chiamata SWRTT.
Il nome dell’Associazione è legato alla RESCUE 3 INTERNATIONAL (la più importante organizzazione per soccorso fluviale e alluvionale a livello mondiale) e più specificatamente al brevetto internazionale SRT1 - Swift Water Rescue Technician Unit 1 (conseguito presso il Centro Rafting “Le Marmore”), che abilitò i primi Soci fondatori a intervenire in qualità di tecnici esperti in ambito fluviale e alluvionale.
Da quel momento la SWRTT iniziò una collaborazione attiva con gli organismi preposti a livello locale svolgendo interventi di soccorso, ricerca e recupero di persone scomparse (o in difficoltà) prevalentemente nell'ambito territoriale della Toscana.
Nel Novembre del 2012 la SWRTT venne attivata per la prima volta da parte del Sistema Regionale di Protezione Civile Toscano per intervenire durante l’alluvione di Albinia (una delle zone della Maremma grossetana maggiormente colpite) e, successivamente, in quella di Massa e Carrara. Per la vastità del dramma e per l’urgenza di avere ausili specializzati, la SWRTT, pur essendo ancora giovanissima, dimostrò subito e concretamente l’utilità della sua presenza sul territorio, diventando un valido supporto per la Protezione Civile, per i Vigili del Fuoco e per tutte le Istituzioni che si trovano ad operare sui luoghi dell’emergenza.
Grazie alla professionalità dei suoi Volontari e all'immediatezza della sua risposta, la SWRTT stipulò importanti convenzioni e collaborazioni con la Regione Toscana, con la Provincia di Pisa, col Comune di Vecchiano (PI) e con il Consorzio di Bonifica Versilia-Massaciuccoli.
Il 3 luglio 2015 la SWRTT venne invitata dal Presidente dell’IPE - Associazione Nazionale Ingegneri per la Prevenzione e l’Emergenza nelle Marche ad allestire il proprio stand durante il “Primo Meeting Nazionale degli Agibilitatori”.
Dal 2014 la SWRTT interviene a pieno titolo negli scenari operativi di tipo idrogeologico-alluvionale come parte integrante della Colonna Mobile della Regione Toscana (CMRT) con il compito specifico di gestire il modulo specialistico di “Soccorso in Ambiente Acquatico” (di cui al Decreto n. 4411 del 09/10/2014). Con l’assegnazione di questo modulo ha preso parte all’emergenza alluvionale del Comune di Ponsacco (PI) nel gennaio dello stesso anno e poi alle due emergenze che colpiscono la città di Carrara in novembre.
Nel 2016, con l’appoggio dell’assessorato regionale competente e del Sistema regionale di Protezione Civile, è iniziata una collaborazione con il Coordinamento Regionale Maxiemergenze – Funzione 2 Sanità, per la formazione del personale medico e infermieristico dei 118 territoriali che può trovarsi ad operare in contesti alluvionali. Tale collaborazione ha portato alla creazione di un apposito corso per il personale sanitario, mirato all’autoprotezione e alle nozioni di base per interventi congiunti in area alluvionata con l’uso di gommoni. Il primo corso è stato erogato al 118 di Pistoia-Empoli e al personale del CRM che opera nel contesto della Colonna Mobile Regionale all’interno del Modulo sanitario. 
Da questo è nato anche un corso, questa volta rivolto agli operatori della SWRTT, svolto dal CRM (denominato SISMAX) e appositamente adattato alle specifiche esigenze, in virtù dei possibili impieghi a supporto del modulo sanitario in contesti alluvionali.
Dal Gennaio 2019 la SWRTT è ufficialmente inserita nell’Elenco Centrale delle organizzazioni di volontariato di protezione civile del Dipartimento della Protezione Civile della Presidenza del Consiglio dei Ministri per interventi ed attività di rilievo nazionale.

## CMRT
Dal 2014 la SWRTT interviene negli scenari operativi di tipo idrogeologico-alluvionale come parte integrante della Colonna Mobile della Regione Toscana (CMRT) con il compito specifico di gestire il modulo specialistico di “Soccorso in Ambiente Acquatico” (Decreto n. 4411 del 09/10/2014).
La CMRT nasce nel 2007 con la delibera della Giunta Regionale DGR n. 439/2007 dal progetto Colonna Mobile Nazionale delle Regioni, che prevede che tutte le regioni abbiano a disposizione una serie di Strutture modulari con l’idea di garantire uno standard operativo durante le varie tipologie di calamità.
Nel corso degli anni la specializzazione della CMRT è cresciuta in maniera considerevole creando sinergie tra le associazioni di volontariato che la compongono, garantendo ad esempio efficienza nella gestione della popolazione evacuata durante le calamità, dell’emergenza sanitaria standard e chirurgica avanzata e la capacità di risposta in caso di rischio idraulico.
Attualmente è composta da Moduli Funzionali Standard: 
- Task Force soccorritori standard – Comitato Operativo Regionale del Volontariato (CORV)
- Modulo assistenza alla popolazione – Comitato Operativo Regionale del Volontariato (CORV)
- Postazione medica avanzata – Comitato Operativo Regionale del Volontariato (CORV)
- Modulo telecomunicazioni di emergenza standard – Gruppo TLC Firenze
- Modulo produzione e distribuzione pasti – Comitato Operativo Regionale del Volontariato (CORV)
- Modulo di segreteria standard – Comitato Operativo Regionale del Volontariato (CORV)
- Modulo di logistica per i soccorritori – Comitato Operativo Regionale del Volontariato (CORV)

A questi si aggiungono i Moduli Specialistici Regionali:
- Modulo specialistico “Soccorso in ambiente Acquatico” – Swift Water Rescue Team Toscana
- Modulo Specialistico “Unità Chirurgica di Emergenza” – Gruppo Chirurgia d’Urgenza (GCU)

E le Squadre Professionali
- Unità operativa “Logistica in Emergenza” – La Racchetta
- Unita Mobile di Valutazione Territoriale – UMTV del Comune di Pisa

Il CORV che in Toscana si occupa dei moduli standard della Colonna Mobile è un comitato istituito tra Regione Toscana, ANPAS Toscana, CRI Toscana, Misericordie Toscana e VAB Toscana.
Possono partecipare alla composizione della CMRT gli Enti Locali (Province e comuni), le organizzazioni di volontariato iscritte all’elenco regionale della Protezione Civile e altri soggetti pubblici o privati con particolari professionalità o mezzi.

## Attività
Al fine di garantire la migliore preparazione possibile ai propri volontari, l’Associazione ha sempre puntato sulla formazione dei propri volontari.
L'Associazione, attraverso la progettazione e la realizzazione di corsi formativi approvati dalla Regione Toscana e cofinanziati dal Dipartimento Nazionale della Protezione Civile, svolge dal 2013 il Corso di Autoprotezione in Ambiente Acquatico Severo/AAAS con il prezioso supporto di formatori nazionali del Corpo nazionale dei vigili del fuoco. Il corso riguarda la formazione di volontari di protezione civile impiegati come operatori specializzati nel supporto al soccorso in ambiente acquatico nei contesti operativi della Colonna Mobile della Regione Toscana. Al fine di conservare l’abilitazione conseguita è previsto un esame di convalida dell’idoneità da sostenere ogni 2 anni, previa precedente partecipazione ad almeno 3 addestramenti certificati. 
Altri corsi seguiti dall’Associazione sono stati: 
- Corso Base Regionale di Protezione Civile
- Corso per "Operatori di Segreteria di Campo" del volontariato
- Corso “Pronti al coordinamento – Start Up di un COC”
- Corso Strumenti di gestione dell’emergenza
- Corso Sismax - Sistema Integrato Sanità in Maxiemergenza in virtù dei possibili impieghi a supporto del modulo sanitario in contesti alluvionali
- Corso di cartografia
- Corso di comunicazioni radio
- Corso di primo soccorso e BLSD
- Corso in aspetti di Sicurezza del Volo in operazioni di protezione civile

La SWRTT si impegna inoltre a consolidare le abilità e le capacità tecniche dei suoi Volontari attraverso periodici addestramenti ed esercitazioni interne di soccorso fluviale/alluvionale (o congiunte con altre associazioni).
L’Associazione ha intrapreso un percorso formativo per interventi su scenari emergenziali al di fuori dei confini italiani, attraverso il meccanismo di Protezione Civile dell’Unione Europea. Questa formazione permetterà l’adesione ad “Evolsar - European Association of Civil Protection Volunteer Teams”, un’organizzazione internazionale, con sede a Malta, composta da teams volontari appartenenti a 9 Paesi della comunità Europea specializzati nel soccorso su calamità naturali. 
Dal 2014 l’Associazione porta avanti progetti di sensibilizzazione di Protezione Civile organizzando incontri formativi nelle scuole locali o nelle fiere di settore (ExpoEmergenze, TutelaSpezia, etc) al fine di informare sulla cultura del volontariato, sui pericoli dei corsi d’acqua e sulla valutazione del rischio in caso di alluvioni. Partecipa, inoltre, alla periodica Campagna nazionale della Protezione Civile "Io Non Rischio - Alluvione" rivolta a tutta la cittadinanza.

## Premi e riconoscimenti
L’impegno ed il lavoro della SWRTT è stato riconosciuto con l’assegnazione per due anni consecutivi (2017 e 2018) del premio “International Volunteer Heroes” istituito dalla Ruth Lee Ltd's, una delle principali aziende mondiali di attrezzature per il soccorso. Questo premio viene assegnato alle migliori squadre volontarie di soccorso a livello internazionale.

## Interventi

### 2017 (11 Dicembre)
Emergenza Piena fiume Serchio (PI): allagamenti a Vecchiano/Avane/Filettole (PI), (attivata dal Comune di Vecchiano)

### 2017 (10 Settembre)
Emergenza Alluvione Livorno (LI), (attivata come parte integrante della Colonna Mobile della Regione Toscana - CMRT col modulo di Soccorso in Ambiente Acquatico)

### 2016 (6 Novembre)
Emergenza Piena fiume Serchio (PI): allagamenti a Vecchiano/Avane/Filettole (PI), (attivata dal Comune di Vecchiano)

### 2014 (10-11 Novembre)
Emergenza Alluvione di Carrara (MS), (attivata come parte integrante della Colonna Mobile della Regione Toscana - CMRT col modulo di Soccorso in Ambiente Acquatico)

### 2014 (5-6 Novembre)
Emergenza Alluvione di Carrara (MS), (attivata come parte integrante della Colonna Mobile della Regione Toscana - CMRT col modulo di Soccorso in Ambiente Acquatico)

### 2014 (31 Gennaio)
Emergenza Alluvione di Ponsacco (PI) - rottura arginale del fiume Era, (attivata come parte integrante della Colonna Mobile della Regione Toscana - CMRT)
Emergenza Piena fiume Arno (PI), (attivata dalla Provincia di Pisa)

### 2014 (19 Gennaio)
Emergenza Piena fiume Serchio (PI): allagamenti e dissesto idrogeologico a Vecchiano/Avane/Filettole (PI), (attivata dalla Provincia di Pisa)

### 2013 (21 Ottobre)
Emergenza Piena fiume Serchio (PI): allagamenti a Vecchiano/Avane/Filettole (PI), (attivata dalla Provincia di Pisa)

### 2012 (5 Dicembre)
Emergenza Piena del Canale Ozzeri a San Giuliano Terme (PI) con ricerca di persona scomparsa, (attivata dalla Provincia di Pisa)

### 2012 (28 Novembre)
Emergenza Alluvione Massa e Carrara (MS), (attivata dal Sistema Regionale di Protezione Civile Toscana)

### 2012 (12 Novembre)
Emergenza Alluvione di Albinia (GR), (attivata dal Sistema Regionale di Protezione Civile Toscana)

### 2012 (11 Novembre)
Emergenza Piena fiume Serchio (PI): allagamenti a Vecchiano/Avane/Filettole (PI), (attivata dalla Provincia di Pisa).

## Attrezzatura
Gli scenari ostili in cui opera in emergenza la SWRTT sono caratterizzati da svariati fattori di rischio idrogeologico quali:
- forti piogge e basse temperature
- acque fredde e caratterizzate da forti correnti che trasportano detriti
- sostanze pericolose per la salute (es. rischio tossico o biologico).

Queste circostanze richiedono una continua ricerca da parte dell'Associazione di DPI (Dispositivi di protezione individuale) per la sicurezza del soccorritore.
I DPI utilizzati dagli operatori OAA della SWRTT sono realizzati in materiali tecnici specifici per il soccorso alluvionale. Tali materiali garantiscono:
- resistenza a frizioni contro elementi abrasivi
- aiuto al galleggiamento
- isolamento stagno del corpo
- protezione da urti accidentali.